# Kraniec
Kraniec – wzgórze, wzniesienie, położone w obrębie Wzgórz Trzebnickich, w mikroregionie Wzgórz Skrzypińskich. Wierzchołek znajduje się w gminie Wołów, w obrębie ewidencyjnym wsi Gródek. W jego pobliżu przebiega granica ze wsią Strupina leżącą w gminie Prusice. Położony jest na wysokości bezwzględnej wynoszącej 178 m n.p.m.

## Położenie i otoczenie
Kraniec jest jednym ze wzniesień Wzgórz Trzebnickich, będących mezoregionem o identyfikatorze 318.44 (według regionalizacji fizycznogeograficznej opracowanej przez Jerzego Kondrackiego), należących do Wału Trzebnickiego (makroregion o indeksie 318.4). W ramach tych Wzgórz Trzebnickich wyróżnia się także mikroregion, obejmujący Kraniec – Wzgórza Skrzypińskie (mikroregion o indeksie 318.443). Wzniesienie to leży w południowej części wymienionego mikroregionu. Pod względem regionalizacji przyrodniczo-leśnej wzgórze położone jest w mezoregionie Wzgórz Trzebnicko-Ostrzeszowskich. Ponadto warto zaznaczyć, iż obszar ten leży w granicach Parku Krajobrazowego Dolina Jezierzycy, choć tylko północno-zachodnia część masywu, łącznie z wierzchołkiem, a część południowo-wschodnia leży już poza obszarem tego parku krajobrazowego.
Wzniesienie otoczone jest Wzgórzami Skprzypińskimi, a w ich ramach najbliższymi wzniesieniami są: na południowy-zachód, zachód i północ – Godzięcińska Górka, Swojno, Kocierz, Smolno, Czubatka, Siodłkowicka Góra, Piaskowiec, Brzeźnik i Wzgórze Strupińskie, a w kierunku południowo-wschodnim znajduje się już Grzbiet Trzebnicki.
Natomiast pod względem podziału administracyjnego wzniesienie jest położone na terenie gminy Wołów (w obrębie ewidencyjnym Proszkowa). Gmina ta przynależy do powiatu wołowskiego w województwie dolnośląskim. Na południowy-wschód od wierzchołka wzniesienia przebiega granica gmin. Obszar tu się rozciągający przynależy do gminy Prusice, obręb wsi Strupina.

## Charakterystyka
Przyjmuje się, że najwyższy punkt wzgórza Kraniec osiąga wysokość bezwzględną wynoszącą 178 m n.p.m.. I taka wysokość wzniesienia ujęta jest w rozporządzeniu Prezesa Rady Ministrów z 1954 r. określające jego nazwę. Niemiecka, przedwojenna mapa z ówczesną nazwą wzniesienia, także podaje wartości wysokości bezwzględnej położenia koty wierzchołka, ale z większą dokładnością, choć identyczną, czyli 178,0 m n.p.m.. Także w niektórych współczesnych opracowaniach, serwisach internetowych czy mapach podawana jest wysokość bezwzględna wierzchołka, przy czym zdarza się, że jest to inna wartość, np. 175 m n.p.m..
Teren całego masywu wzniesienia pokryty jest lasem. Nieco dalej w kierunku zachodnim, trochę na północ, rozpościerają się użytki rolne i wzmiankowana wyżej wieś Proszkowa. Okoliczne lasy podlegają nadleśnictwu Wołów, leśnictwu Garwół. Jest to las gospodarczy, pod względem typu siedliskowego lasu określany jako bór mieszany świeży. Wiek drzewostanu na 2024 r. wynosi 44 lata. Dominują w obrębie północno-zachodniej części masywu takie gatunki jak robinia akacjowa i sosna zwyczajna, ale występują także inne, takie jak: czereśnia pospolita, modrzew europejski, brzoza brodawkowata, dęby, klon jawor i śliwa tarnina, a w obrębie południowo-wschodniej jego części, gdzie wiek drzewostanu na 2024 r. wynosi 40 lat, występują takie drzewa jak robinia akacjowa i klon pospolity.

## Nazwa
Nazwa własna – Kraniec – jest nazwą urzędową. Została ustalona i ujęta w państwowym rejestrze nazw geograficznych na podstawie Zarządzenia nr 70 z dnia 30 marca 1954 r. wydanego przez Prezesa Rady Ministrów (Monitor Polski z 1954 nr 38, poz. 516). Odnosi się ona do ukształtowania terenu należącego do rodzaju wzgórza, wzniesienia. W rejestrze tym przypisano jej identyfikator: PRNG – 205712, identyfikator IIP – PL.PZGiK.320.NGRP.205712. Podaje on następujące współrzędne geograficzne punktu głównego masywu: szerokość geograficzna – 51°22'59" N, długość geograficzna – 16°47'52" E. W rejestrze tym jest ważna od 15.06.2012 r..
W czasie przynależności tego obszaru do Niemiec wzniesienie nosiło nazwę w języku niemieckim – Hohe Berg.